# Grzegorz Dominik
Grzegorz Dominik (ps. „Banan”, ur. 7 sierpnia 1964, zm. 27 lipca 2006) – polski płetwonurek, wielokrotny rekordzista Polski i świata w nurkowaniu głębokim.
Posiadacz rekordu świata w najgłębszym zanurzeniu na wrak (jednocześnie jest to najgłębsze nurkowanie wrakowe na obiegu zamkniętym) – nurkowanie na wrak YOLANDA (Morze Czerwone), głębokość 210m. Odkrywca wraków MS Goya, MS Steuben. Wieloletni współpracownik i autor wielu artykułów w miesięczniku Nurkowanie. Posiadał uprawnienia instruktorsko-trenerskie na wszystkich poziomach szkoleniowych w: SDI (Scuba Diving International), TDI (Technical Diving International), NAUI, CMAS. Zginął w czasie nurkowania w okolicy Darłowa na głębokości około 20 metrów, ciała nigdy nie odnaleziono.

## Odnalezione wraki
- marzec 1997 – Mount Vernon – z zespołem
- lipiec 1997 – Christa “Banan” – solo
- lipiec 2000 – Kuter “Lugier” – solo
- wrzesień 2000 – barka – solo
- grudzień 2001 – U-Boot II – z zespołem
- kwiecień 2002 – Holownik / Drewniak – z zespołem
- kwiecień 2002 – Nieustalony / Drewniak – z zespołem
- lipiec 2002 – Chemik – z zespołem
- lipiec 2002 – Trauler / Trałowiec – z zespołem
- lipiec 2002 – Erica Fritzen lub Bremenhaven – z zespołem
- sierpień 2002 – MS Goya – z zespołem
- sierpień 2002 – Porcelanowiec / Angol – z zespołem
- Yolanda

## Rekordy
- 2002 – zejście na rebreatherze na głębokość 120 metrów w jaskini Vrulia w Chorwacji
- 2002 – zejście na głębokość 208 metrów w Egipcie (rekord Polski)
- 2002 – zejście na głębokość 120 metrów z użyciem powietrza (2002 r.) w Egipcie
- 2004 – przepłynięcie jeziora Hańcza po dnie w najszerszym miejscu, którego dokonał na rebreatherze Buddy Inspiration
- 2004 – zejście na głębokość 210 metrów na obiegu zamkniętym, najgłębsze nurkowanie wrakowe – wrak YOLANDA (rekord świata w nurkowaniu na wraku)[1]
- 2005 – zejście na głębokość 157 metrów – rebreather Buddy Inspiration – “Black Canion” w Egipcie
- 2006 – zejście na głębokość 212 metrów na obiegu zamkniętym w Egipcie